# Objeto jurídico
En Derecho, el objeto jurídico es el término mediante el cual se hace referencia al contenido de un acto jurídico. El objeto puede referirse por tanto a un derecho, objeto físico o ente sobre el cual el acto jurídico impone una afectación o intervención.
Por ende, el objeto del acto jurídico, corresponde al fin que persiguen el autor o las partes que otorgan o celebran un acto o contrato.Se trata de los derechos y obligaciones por él creados.
El objeto jurídico es uno de los elementos esenciales de una obligación o contrato, así como de cualquier tipo de negocio jurídico, quedando extinguido de no existir el objeto sobre el que recae el contrato, obligación o negocio jurídicos.

## Clasificación
- Patrimoniales: aquellos que tienen una relación directa con la obtención de dinero.
- Extrapatrimoniales: que no poseen relación con la obtención de dinero.
- Corporales: son aquellos que poseen una existencia en la naturaleza, es decir, puede ser captado por los sentidos.
- Incorporales: no poseen una existencia propiamente dicha, no pueden ser percibidos por los sentidos.